# John Rambo
Joseph John James Rambo, tên đầy đủ là Joseph John James Rambo (sinh ngày 6 tháng 7 năm 1944) là một nhân vật hư cấu, nhân vật chính trong những bộ phim Rambo. Anh xuất hiện lần đầu trong cuốn tiểu thuyết First Blood năm 1972 của tác giả David Morrell và bộ phim hành động First Blood được phát hành năm 1982. Nhân vật Rambo cũng từng được đề cử trong Danh sách 100 anh hùng và kẻ phản diện của Viện phim Mỹ.

## Tiểu sử

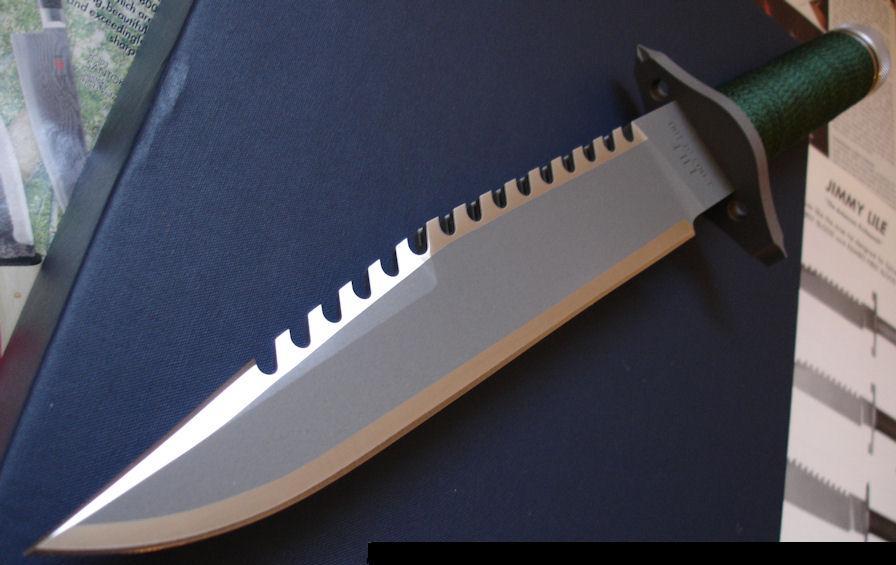
Dao săn tiêu chuẩn của Rambo, được thiết kế bởi người thiết kế dao nổi tiếng Jimmy Lile.

John James Rambo sinh vào ngày 6 tháng 7 năm 1947 tại Bowie, Arizona. Cha anh là người Mỹ gốc Ý tên là R.Rambo (đến nay thì chữ R cũng chưa biết là tên gì), còn mẹ anh là người của bộ tộc Navajo tên Marie Drago. Tuy nhiên, trong phim Rambo: First Blood Part II, ông Marshall Murdock lại nói Rambo là người Mỹ da đỏ gốc Đức. Rambo gia nhập quân đội Mỹ vào ngày 6 tháng 8 năm 1964 khi anh mới 17 tuổi. Rambo được lệnh chiến đấu ở miền Nam Việt Nam trong tháng 9 năm 1966, đến năm 1967 anh quay về Mỹ để đào tạo trở thành lực lượng đặc biệt (Green Berets) tại Fort Bragg, Bắc Carolina. Cuối năm 1969, Rambo trở lại Việt Nam một lần nữa. Tháng 11 năm 1971, anh bị quân đội miền Bắc Việt Nam bắt giữ ở biên giới Việt-Trung và bị nhốt trong nhà tù dành cho tù nhân chiến tranh, tại nơi đó anh cùng nhiều người tù binh Mỹ khác bị tra tấn nhiều lần. Nhưng Rambo đã trốn thoát vào tháng 5 năm 1972, trở về với quân Mỹ rồi chiến đấu tiếp. Rambo được đào tạo rất nhiều thứ để trở thành người lính đặc biệt như là có thể sử dụng nhiều loại súng khác nhau, lái xe tăng, lái máy bay trực thăng (như trong phim Rambo: First Blood Part II và Rambo III). Ngày 17 tháng 9 năm 1974, Rambo đã được phép về Mỹ.
Nhưng khi về Mỹ, Rambo phát hiện ra rằng nhiều người dân thường ở Mỹ rất ghét lính trở về từ Chiến tranh Việt Nam, anh cùng những người lính Mỹ khác bị chửi là "đồ lập dị" và "kẻ giết trẻ em". Rambo với nhiều người lính khác bị sỉ nhục, ném rác vào mặt liên tục và xấu hổ vô cùng, họ còn bị loại ra khỏi xã hội. Sau những chấn thương trầm trọng tại Việt Nam, Rambo luôn bị những hình ảnh tra tấn trong quá khứ ám ảnh (phần này là nội dung chính trong phim First Blood).

## Vũ khí Rambo đã từng sử dụng
Vũ khí tiêu chuẩn của Rambo chủ yếu là súng máy M60 lẫn cả biến thể M60E3, cung tên và dao săn được thiết kế bởi người thiết kế dao nổi tiếng tên là Jimmy Lile. Mỗi lần nhắc đến Rambo thì đa số người đều nhớ đến hình ảnh một người đàn ông cởi trần, tóc dài, đeo một chiếc khăn đỏ trên trán, cầm súng máy bắn dữ đội. Thỉnh thoảng Rambo còn sử dụng những khẩu súng máy hạng nặng như là Browning M2 (trong phim Rambo III và Rambo), DShK (trong phim Rambo III),... Còn một thứ vũ khí khác cũng mang tính đặc trưng cho nhân vật Rambo là súng hỏa tiễn M72 LAW và RPG-7, cũng như súng trường AKMS.

## Những bộ phim Rambo
| 1982 Rambo: First Blood. | 1985 Rambo: First Blood 2. | 1988 Rambo III. | 2008 Rambo. | 2019 Rambo: Last Blood |